# NGC 6457
NGC 6457 ist eine etwa 14,3 mag helle Galaxie vom Typ E-S0 im Sternbild Drache und über 372 Millionen Lichtjahre von der Milchstraße entfernt.
Sie wurde am 8. Juni 1885 von Edward D. Swift entdeckt.